# Alekszandr Vlagyimirovics Scsukin
Alekszandr Vlagyimirovics Scsukin (orosz: Александр Владимирович Щукин) (Bécs, 1946. január 19. – Moszkvai terület, 1988. augusztus 18.) szovjet katonai pilóta, kutatóűrhajós.

## Élete
1946-ban született Bécsben, ahol apja katonai szolgálatot teljesített. Mivel apját többször áthelyezték, a Szovjetunió különböző részein nőtt föl, köztük Leningrádban és Petropavlovszk-Kamcsatszkijban. A középiskolát Krasznodarban végezte el.
1966-ban a szovjet hadsereg repülőkiképzésben részesítette. 1970-ben Volgográdban a repülőfőiskolán szerzett diplomát. Az NDK-ban teljesített szolgálatot, majd 1976-ban tartalékállományba került, őrnagyi rendfokozattal. 1980-ban Moszkvában, esti egyetemen speciális (berepülő) repülőgépész oklevelet kapott. Vizsgáját követően a polgári légiközlekedésben alkalmazott utasszállító repülőgépek, illetve katonai gépek (szállító, vadász) berepülő pilótája. Mintegy 50 repülőgéptípussal 3000 órát repült. Kiválasztották a  Buran űrrepülőgép egyik pilótájának. 1977. július 12-től részesült űrhajóskiképzésben. 1984-ben 1. osztályú tesztpilóta lett.

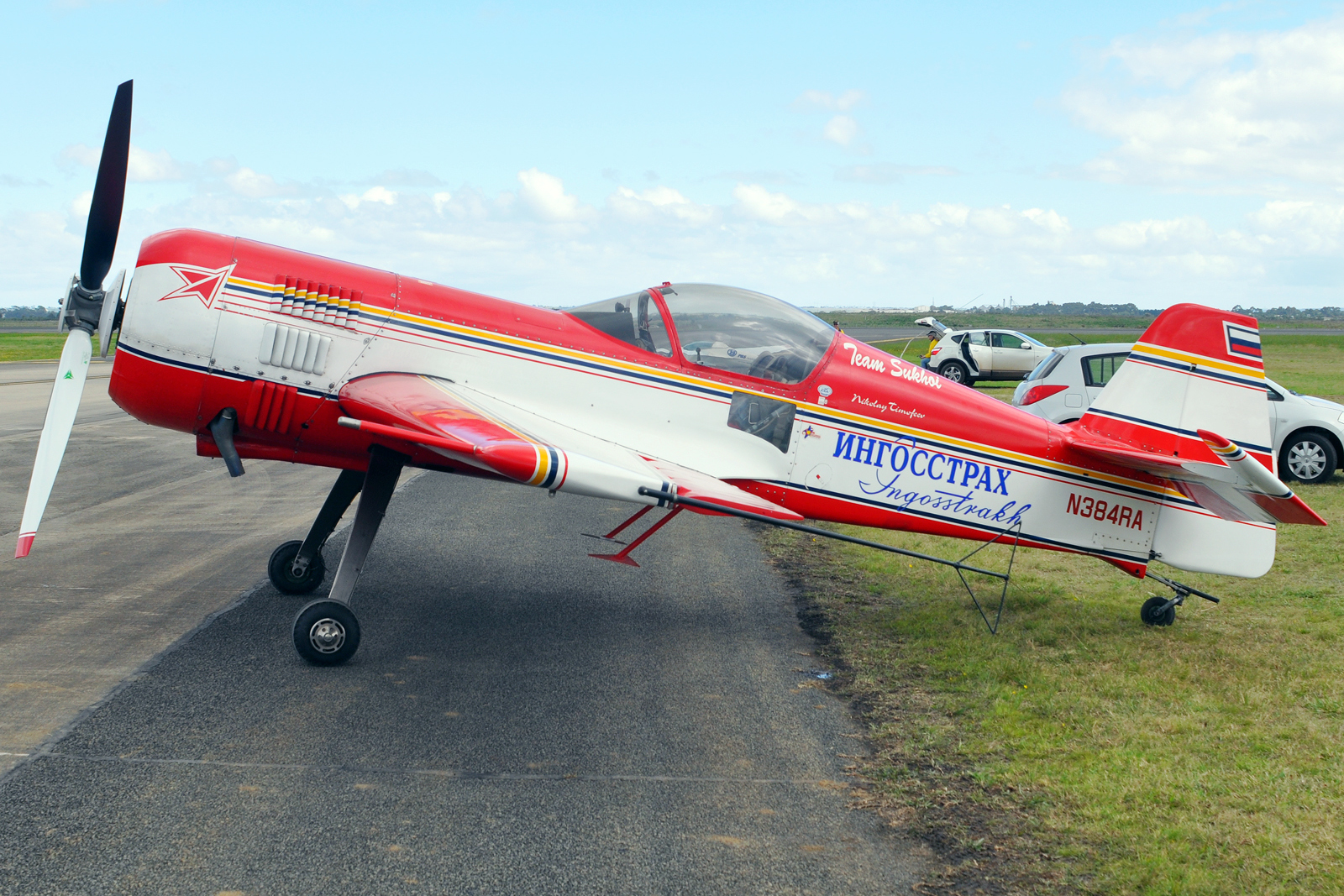
Szu–26M műrepülőgép, amelyhez hasonlóban lelte halálát Scsukin

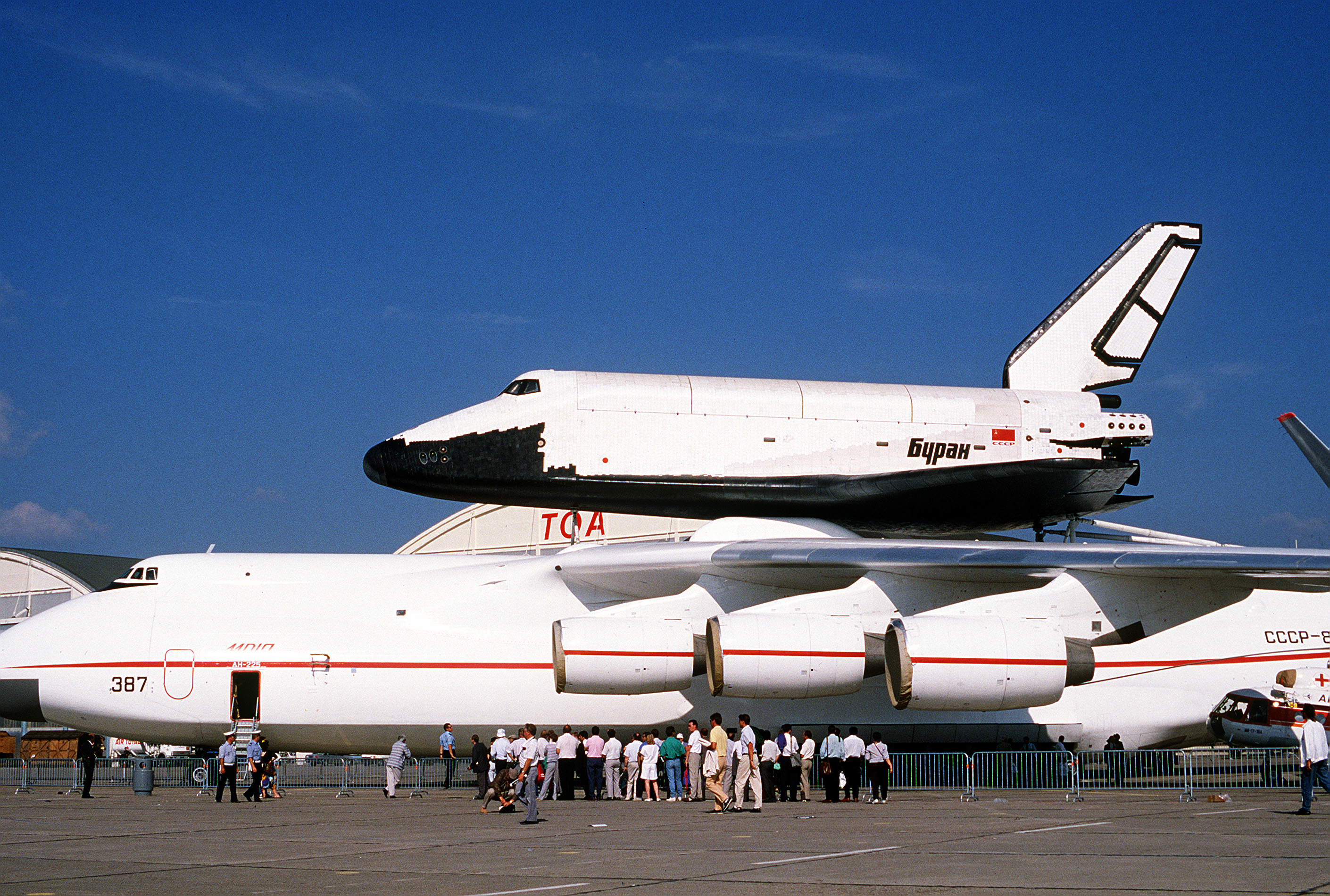
Scsukin több légköri próbarepülést végzett a Buran űrrepülőgéppel

## Halála
1988. augusztus 18-án egy Szu–26M műrepülőgéppel végzett gyakorló repülést. Ez volt a negyedik felszállása ezzel a géptípussal. A szemtanúk elmondása szerint mintegy ezer méteres magasságban háton dugóhúzóba esett, de rövid idő után sikerült repülőgépét kivenni ebből a repülési helyzetből, azonban ezután mindjárt újabb dugóhúzóba esett és – mivel nem volt elég magassága az újabb kivételhez – a földnek csapódott. A Moszkvai területen, Zsukovszkij városban temették el.

## Családja
Felesége Galina Alekszandrovna Scsukina (Subabko). Két gyermekük született, Olga lányuk, aki 1991-ben meghalt és Jegor fiuk. Jegor maga is katonai pilóta.

## Részvétele az űrprogramban
Scsukin 1986-tól haláláig vett részt a szovjet űrprogramban, de ténylegesen űrrepülése nem volt. 1987-ben a Szojuz TM–4 tartalék kutató-pilótája volt. A Buran űrrepülőgéppel hat légköri próbarepülést végzett 1986-87-ben.